# The Best (песен)
The Best е кавър песен, записана и издадена от американската певица Тина Търнър през 1989 г. за нейният седми самостоятелен студиен албум Foreign Affair. Първоначално The Best, е записана и издадена от Бони Тайлър година по-рано, но песента не постига значителен търговски успех, достигайки като сингъл №10 в Норвегия и №95 в Обединеното кралство. Версията на Тина Търнър включва Едгар Уинтър със соло саксофон, а преди да запише песента тя се обръща към авторката на песни Холи Найт, която прави някои ключови промени в текста.
Издадена като водещ сингъл от Foreign Affair на 21 август 1989 г., песента постига международен успех, влизайки в топ 5 в класациите за сингли на няколко държави. Това е една от най-разпознаваемите мелодии на Тина Търнър, често смятана за синоним на името на певицата. Песента е използвана в реклама на „Пепси“ с участието на Тина Търнър, която също служи като промоция за нейното Foreign Affair: The Farewell Tour, спонсорирано от „Пепси“. Освен това, песента е възприета от други марки за тяхна реклама, включително „Епълбийс“ и „Те мобайл“, както и състезанието на австралийската националната ръгби лига, където остава емблематичен химн повече от 30 години след издаването си.
Бил Коулман от списание „Билборд“ описва песента като „поп предложение с леко темпо“ и описва гласът на Тина Търнър, като заемащ централна тема в произведението. Марк Милан я описва като „химн за пеене“. Паневропейското списание „Мюзик енд Медия“ заявява, че „драматичният диапазон на певицата е напълно използван в тази впечатляваща и изискана продукция (с любезното съдействие на Дан Хартман и Търнър).“ „Поп Рескю“ нариче песента „безупречна“, добавяйки, че вероятно фактът, че е толкова проста песен, „ѝ помага да стане толкова широко популярна“.

## Списък с песните
- Световно издание, касета и CD сингъл

1. The Best (Редактирана) – 4:08
2. Undercover Agent for the Blues – 5:17

- ОК 7-инчов ограничен сингъл

1. The Best (Редактирана) – 4:08
2. What's Love Got to Do with It – 3:49

- Европейски и британски компактдиск и 12-инчов сингъл

1. The Best – 5:28
2. Undercover Agent for the Blues – 5:18
3. Bold and Reckless – 3:47

- Австралийски 12-инчов сингъл

1. The Best (Разширен микс) – 6:37
2. The Best (Сингъл мускулен микс) – 4:17
3. The Best (Разширен мускулен микс) – 5:28

- Австралийски CD сингъл от 1993 г

1. The Best (Редактирана) – 4:09
2. The Best (Разширен микс) – 6:37
3. The Best (Сингъл мускулен микс) – 4:17
4. The Best (Разширен мускулен микс) – 5:28

## Сертификати и продажби
| Страна         | Сертификат | Сертифицирани бройки / продажби |
| -------------- | ---------- | ------------------------------- |
| Австралия      | Платинен   | 70 000                          |
| Италия         | Златен     | 25 000                          |
| Великобритания | Платинен   | 600 000                         |